# Кислородный иприт
Кислородный иприт или О-иприт — боевое отравляющее вещество кожно-нарывного действия, разработанное в 1930-х в Великобритании как загуститель иприта для применения в аэрозолях в тёплом климате. Представляет собой маслянистую жидкость, практически нерастворим в воде, хорошо растворяется в бензоле и ацетоне.
Смесь 60% иприта и 40% кислородного иприта имеет более низкую температуру замерзания (около -25 °C), чем чистый иприт (14 °C). Смесь маркируется в США как HT, кодовое название Runcol (Британия), Mustard T-mixture (США).
Примерно в 3-3,5 раза более ядовит и более стоек чем иприт.
О-иприт обозначается T в США; O-Lost в Германии.
С 1941 года производился в Британии на М.С.Фэктори Валей (M. S. Factory, Valley) в зданиях R3 и R4.